# Dorin Recean
Dorin Recean (Dondușeni, 17 marzo 1974) è un economista e politico moldavo, primo ministro della Moldavia dal 16 febbraio 2023.

## Biografia
Laureato presso l'Academia de Științe Economice (Accademia delle scienze economiche) della Moldavia nel 1996, ha poi conseguito nel 2000 un master in economia aziendale presso l'Università internazionale di Newport nel Wyoming. Ha insegnato presso l'Academia de Științe Economice dal 1995 al 2007, mentre lavorava in diverse aziende.
Nel 2010 è stato nominato Vice Ministro delle Tecnologie dell'Informazione e della Comunicazione. In tale veste è responsabile della predisposizione del passaporto biometrico, nell'ambito del piano di liberalizzazione dei visti con l'Unione europea.

## Carriera politica
Nel 2012 è diventato ministro degli Interni nel governo Filat, in sostituzione di Alexei Roibu. È stato confermato in questa posizione nel 2013 nel governo Leancă, ma si è dimesso dopo le elezioni del novembre 2014 per dedicarsi a una carriera privata nel fintech, pur continuando a ricoprire il ruolo di consigliere presidenziale per le questioni di difesa e sicurezza.
Il 10 febbraio 2023, dopo le dimissioni di Natalia Gavrilița, è stato incaricato di formare un governo dalla presidente Maia Sandu.